# 木樨草科
木樨草科共有6属约70种，分布在全球的温带和亚热带地区，主要在欧洲、西亚、北美洲和非洲，中国有2属几种都是引种的。
属
- Caylusea
- Ochradenus
- 川樨草属 Oligomeris
- Randonia
- 木樨草属 Reseda
- Sesamoides

本科植物都是草本，有一年生的、两年生的和多年宿根植物。